# Flickan är ett fynd
Flickan är ett fynd är en svensk komedifilm från 1943 i regi av Ernst Eklund.

## Handling
Bergmans AB är ett familjeföretag som styrs av bröderna Pontus och Fredrik. Firman drivs omodernt och Fredrik som är direktör är inte intresserad av förnyelse. Astrid Fodelström får anställning som reklamchef på firman och sätter genast fart på affärerna. Det är Pontus som anställt henne och Fredrik med sina gamla värderingar uppskattar inte alls detta. De båda brödernas söner är också anställda vid firman, båda deras kvinnliga sällskap anses opassande då den ena är dansös (Fredrik tycker mycket illa om sådana) och den andra dotter till en av firmans konkurrenter. En delägare i företaget, läkaren Felix anländer och lägger genast märke till Astrids modernisering av företaget.

## Om filmen
Filmen hade premiär den 20 mars 1943 i Stockholm.

## Rollista (urval)
- Irma Christenson - Astrid Fogelström
- Sigurd Wallén - Fredrik Axelsson
- Georg Rydeberg -  läkaren Felix Whinter
- Ernst Eklund - Pontus Bergman, Fredriks bror
- Hilda Borgström - Blenda, hushållerska hos Bergman
- Gull Natorp - Wilhelmina Fogelström
- John Botvid - kamrer Olsson
- Lillebil Kjellén - Gunnars fästmö Karin
- Ingrid Foght - dansösen Betty Hede
- Åke Engfeldt - Gunnar Bergman, Pontus son
- Sven Lindberg - Göran Axelsson, Fredriks son